# 2010 TK7

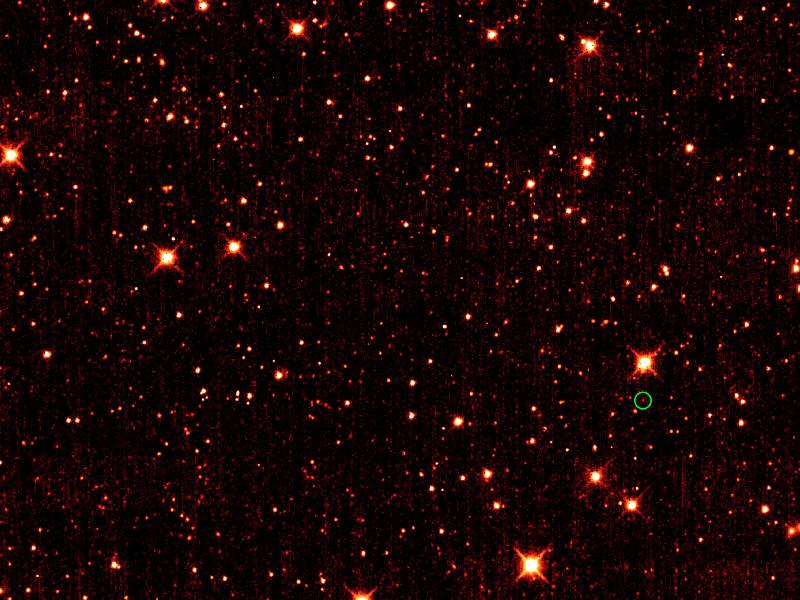
المذنب حوله دائرة خضراء (إلى أسفل اليمين، أنقر لتكبير الصورة).

2010 TK7 هو أول مذنب طروادة يكتشف يتشارك في مدار الأرض حول الشمس، وهو سابق لها في دورانها حول الشمس .
يعرف جرم طروادة بأنه يشغل إحدى نقاط لاغرانج، التي تتميز بمواقع مستقرة (حيث تتعادل عندها قوى الجاذبية والقوة المركزية الطاردة) وهي تقع بزاوية 60 درجة أمام الأرض في مدارها حول الشمس أو خلفها، أو كذلك بالنسبة لتوابع بعض الكواكب الأخرى. تتسم تلك التوابع بأنها في حالة رنين مداري 1:1 مع الكوكب القريبة منه، بمعنى أن دورتيهما حول الشمس تتأثر ببعضهما البعض).
وفي واقع الأمر فتابع طروادة يتأرجح قليلا عند تلك النقطة. وقد شوهدت مثل تلك الأجرام من قبل في مدار المريخ ومدار زحل ومدار نبتون، وقمري المشتري «تيثيس» و«ديون».
واوضح مارتن كونورس من جامعة اثاباسكا الكندية ان العلماء اكدوا في دراستهم انهم يعرفون منذ وقت طويل ان لكل من كواكب المريخ وزحل ونبتون اقمارا طروادية، إلا أن هذه هي المرة الأولى التي يكتشفون فيها تابعا من هذا القبيل للأرض.
وتوجد حسب قوانين الحركة الفلكية العديد من النقاط المستقرة الخاصة التي تسمى نقاط لاغرانج، معروفة باسم أحد العلماء الفلك الفرنسيين، وهي نقاط تقع على مسافة ما خلف الكوكب أو امامها في مدارها حول الشمس، ويتعادل عندها قوي الجاذبية وقوة الطرد المركزي لذلك الجرم السماوي .

## جرم طروادي
→ مقال تفصيلي: نقاط لاغرانج

يدور 2010 TK_{7} في مدار حول الشمس عند نقطة لاغرانج L_{4} وهوبذلك يسبق الأرض.

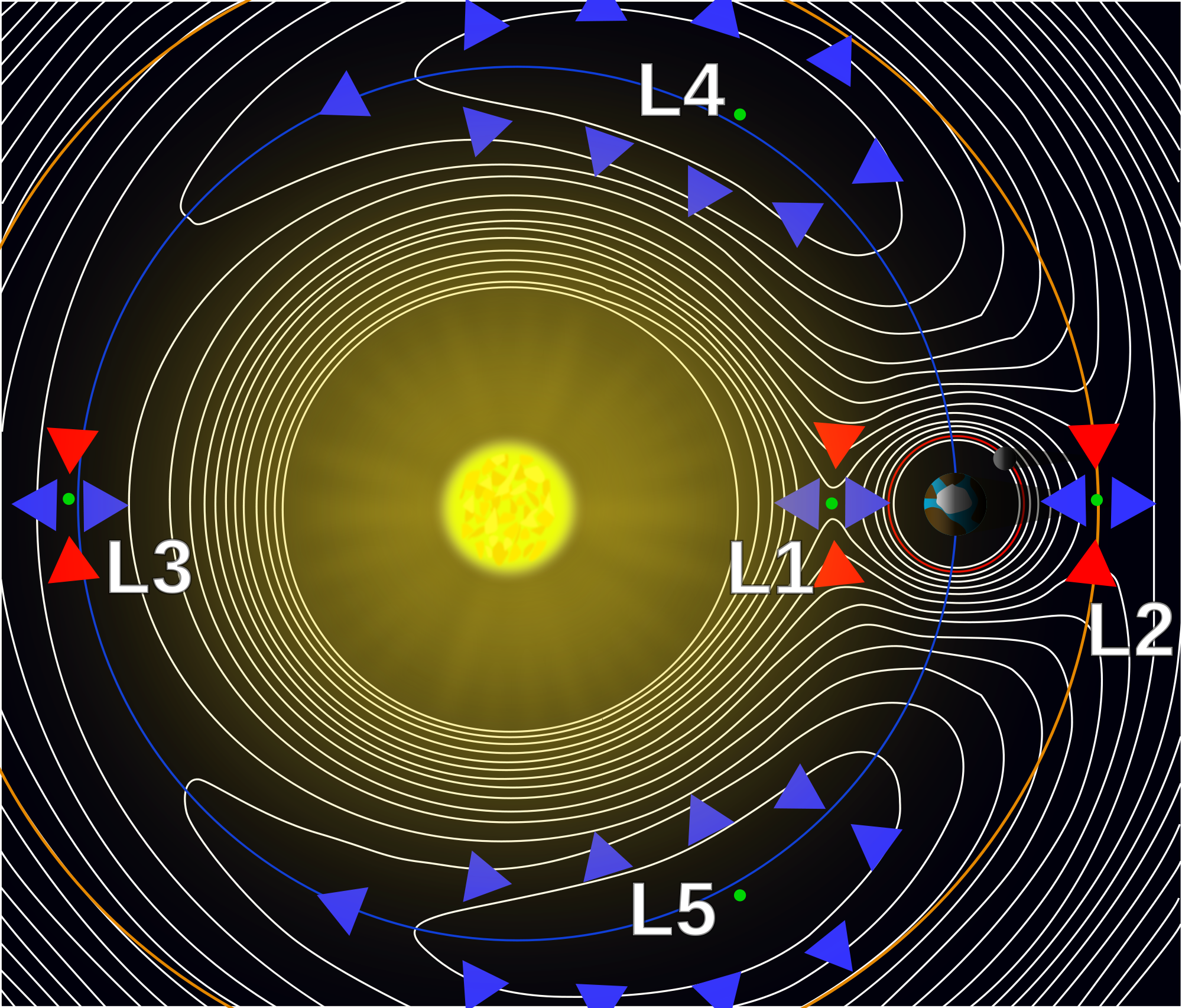
نقاط لاغرانج في نظام الأرض والشمس : 5 نقاط من ضمنها النقطتين L_{4} وL_{5}، والتي يمكن أن يشغل كل منهما كويكب طروادي.

تتأثر الأجرام السماوية الصغيرة كالكويكبات التي تدور في أفلاك حول الشمس وتكون قريبة من أحد الكواكب مثل الأرض بجاذبية الكوكب بالإضافة إلى جاذبية الشمس. وقد يؤدي ذلك مع الزمن إلى تحرر الكويكب وانطلاقه في الفضاء. ولكن توجد نقاط معينة بين الشمس وكوكب مثل الأرض تشكل مثلثا متساوي الأضلاع، تتعادل في تلك النقاط قوي الجاذبية الواقعة على كويكب يشغل تلك النقطة، تتعادل مع قوة الطرد المركزي ويبقى الكويكب فيها مستقرا. من تلك النقاط التي تعرف باسم العالم الفلكي الفرنسي الذي اكتشفها وتسمى نقاط لاغرانج توجد نقطتين يرمز لهما بالرمزين L4 وL5 ، وتقع النقطة منهما على زاوية 60° على مدار الكوكب (الأرض مثلا)، واحدة تقع أمامه واتقع الأخرى خلفه على المدار.
تتعادل في تلك النقطتين L4 وL5 قوى الجاذبية من الشمس والأرض مع القوة الطاردة المركزية للكويكب، فيبقى الكويكب في تلك النقطة مستقرا ويتحرك معها حول الشمس. وهذا يعني أن الكويكب يدور عند تلك النقطة حول الشمس بنفس سرعة الأرض، وبالتالي تكون دورته حول الشمس مساوية لدورة الأرض حولها .
بالإضافة إلى تلك النقطتين توجد نقطتي لاغرانج L1 وL2 بالقرب من الكوكب (الأرض) وتوجد نقطة لاغرانج L3 على النقطة المقابلة للأرض خلف الشمس. لا يستمر
بقاء كويكبات في تلك النقاط طويلا فتلك مواقع مدارات غير مستقرة .

## مدار 2010 TK7

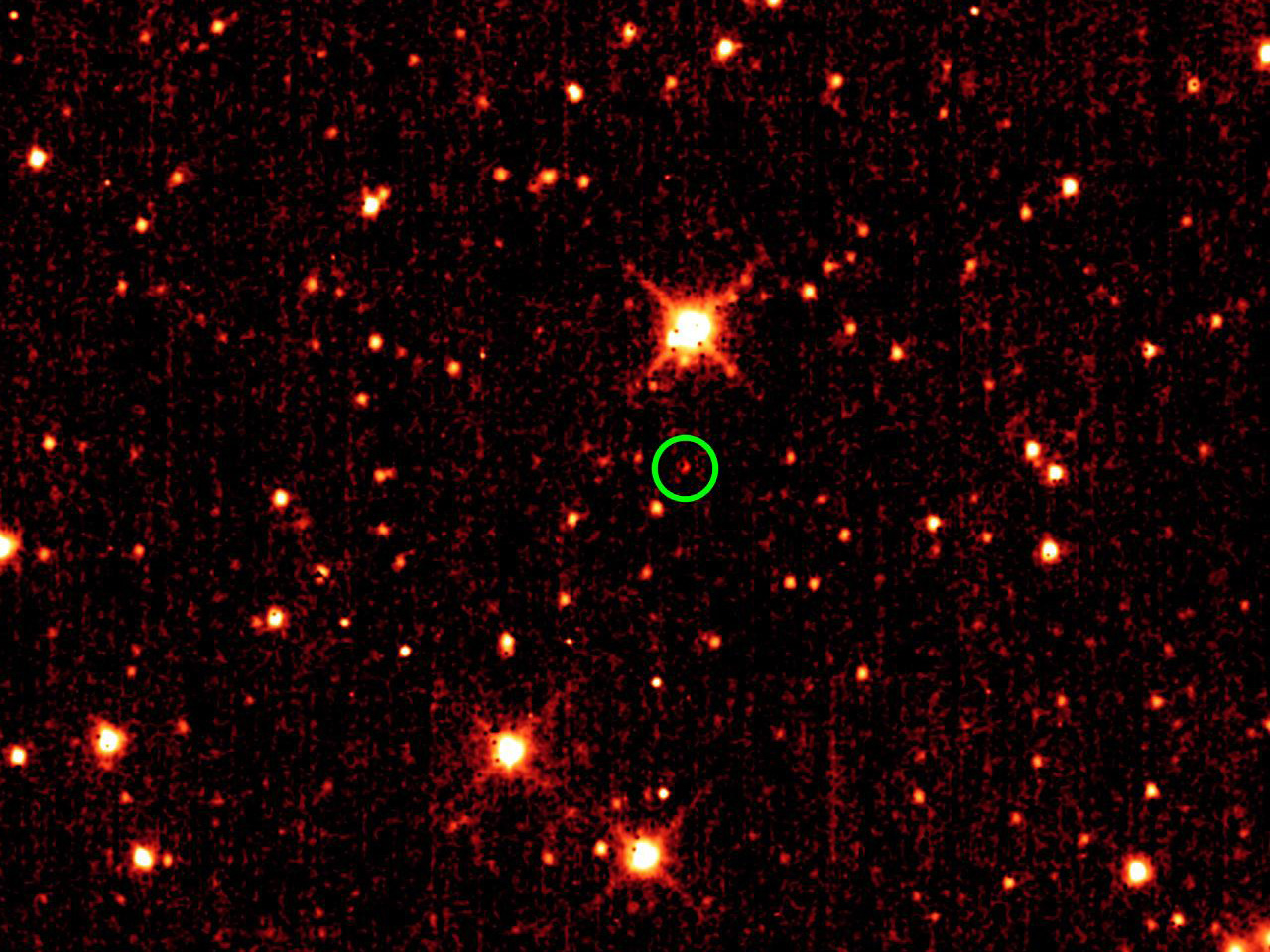
الكويكب 20910 تي كيه7، صورة للأشعة تحت الحمراء القادمة من منه سجلها مرصد
WISE في أكتوبر 2010.

يشغل الكويكب 2010 تي كيه7 نقطة لاغرانج L4 ويسبقها في الدوران حول الشمس . ويعتبر ارتباطه بهذا النظام ارتباط ضعيف بحيث أن تكون له حرية حركة بسيطة، حتى أنه يسير خلال 390 سنة في اتجاه النقطة L3، أي يقطع مسافة تقدر بنحو 300 مليون كيلومتر، بعدها تقل سرعته فيقترب من الأرض ثانيا إلا أنه لا يقترب من الأرض بمسافة أقل من 20 مليون كيلومتر . هذه المسافة بينه وبين الأرض تزيد عن 50 ضعفا للمسافة بين القمر والأرض (384.400 كيلومتر).
يبلغ نصف القطر «الأكبر» لمدار الكويب 2010 تي كيه7 ، يبلغ 1,0004 وحدة فلكية, أي أن سرعة الكويكب أقل قليلا من سرعة الأرض حول الشمس. ولكن تأثير جاذبية الأرض عليه تنقص من نصف قطر دورانه حول الشمس، مما يزيد من سرعته بحسب قوانين كبلر فيبتعد ثانيا عن الأرض. تبين حسابات العلماء أن 2010 تي كيه 7 في عام 2200 سوف يقترب من نقطة لاغرانج L3
ثم يعود مبتعدا عنها ليقترب من الأرض.
نظرا لأن معامل التباعد المركزي للكويكب يبلغ 191و0 تتغير المسافة بينه والشمس بين 8و0 - 2و1 وحدة فلكية خلال سنة، مما يؤدي إلى انزياحه عن الأرض بمقدار 2و0 وحدة فلكية جانبيا كل عام. ونظرا لميل مداره بمقدار 21° فهو ينزاح عن الأرض في نفس الوقت في اتجاه عمودي على مدارها بمقدار ± 0,4 وحدة فلكية سنويا.  .
يسير ذلك الانزياحان بنفس الزمن الدوري السنوي، بحيث يجري الكويكب دورة حول مدار الأرض عمودية عليه تقريبا بالإضافة إلى حركته «الحرة» في مداره بين الأرض والنقطة L3. تسمى تلك الحركة اللولبية للكويكب «إيبيثيكل» Epizykel .
يـُصعـّب ميل مدار الكويكب 2010 تي كيه7 بالنسبة لمدار الأرض بمقدار 21 درجة من إمكانية الوصول إليه بسفينة فضاء، ذلك لأن السفينة سوف تحتاج ضعف كمية الوقود للوصول إليه .

## التسمية الطروادية لهذا النوع من الكويكبات
ولان الكويكبات التي تسبق كوكب زحل أو تتبعه قد سميت حسب شخصيات حرب طروادة فان جميع الكويكبات ذات المدار الخاص تسمى كويكبات طروادية ويرجح الباحثون منذ وقت طويل وجود مثل كويكبات طروادية على مدار الأرض أيضا ولكنهم لم يستطيعوا رصدها لانها تتحرك دائما على جانب الأرض المتجه للشمس.
وقام مارتن كونورس وزملاؤه بتحليل البيانات التي التقطت بالاشعة تحت الحمراء بواسطة التلسكوب وايز التابع لوكالة الفضاء الأمريكية ناسا، وعثروا خلال ذلك على كويكب بحجم عدة مئات من الأمتار يدور بشكل منتظم في مدار حول الأرض ويقع على نقطة لاغرانج سابقة للارض في مدارها حول الشمس.
واوضح الباحثون أن يكون هذا المدار للكويكب قد استقر منذ ما لا يقل عن عشرة آلاف سنة واعطوه رمز 2010 تي كيه7.

## اقرأ أيضا
- طروادة (فلك)
- نيزك
- نيزك جبل كامل
- نيزك 2003 إبسيلون إن 107
- 2002 إيه إيه 29
- 2004 إف يو 162
- أجرام قريبة من الأرض